# Aslegh
Aslegh, Asselar – stanowisko archeologiczne usytuowane w Mali w pobliżu rzeki Niger na Saharze.
W 1927 roku M.V. Besnard i Théodore Monod odkryli tam szkielet neantropa, pochodzącego z górnego paleolitu i jednoczącego w sobie cechy człowieka z Crô-Magnon oraz współczesnych plemion południowoafrykańskich. Neantrop został opisany przez M. Boule’a i M. Vallois. Stanowisko dostarczyło także przedmiotów przemysłu neolitycznego, takich jak mikrolity czy wiertniki.